# Mahraganat
Le mahraganat ou mahragan (en français : « festivals, carnavals » ; en arabe égyptien : مهرجانات) — aussi appelé electro égyptien, electro-chaâbi et son de la rue égyptienne — est un genre populaire de musique folk égyptienne. Le mahraganat est un mélange de musique populaire égyptienne (chaâbi) jouée dans les mariages, de dance et de hip-hop, avec un usage intensif d'Auto-Tune. 
DJ Figo fait connaître le genre avec son morceau Set dyaba, sorti pendant la révolution égyptienne de 2011. Bien qu'il s'agisse du tout premier morceau à devenir grand public, le mahraganat est conçu très tôt par plusieurs artistes underground égyptiens comme DJ Ahmed Figo, El Sadat, Feelo et Alaa Fifty en 2004. Ils partageaient leur musique via des fichiers MP3 et des téléphones, et on pouvait l'entendre partout dans les taxis, les tuk-tuks et dans la rue, car le chaâbi égyptien a toujours été considérée comme la véritable âme de l'Égypte, compte tenu de sa puissance. Un autre mix mahragan est publié par le même groupe d'amis en 2006 et s'intitule Mahragan Elsalam, du nom de leur quartier Elsalam dans le nord-est du Caire, et parle de l'amitié et de la maturité.

## Histoire
Les origines des mahraganat (chansons mahraganes) se trouvent dans les quartiers populaires (sha'bi ou chaâbi) et les rues d'Égypte. En 2006-2007, des DJ de mariage commencent à mêler le chaâbi égyptien et la dance avec des influences de reggaeton, de grime et de rap. En 2011, la révolution commence et le genre reflète l'agitation politique lorsque DJ Figo sort son premier grand single intitulé Ana Baba, Y'lla. Au départ, le mahragan n'est pas diffusé à la radio ou à la télévision, mais se répand en ligne par le biais de sites tels que YouTube et SoundCloud. Comme le mulid (un autre sous-genre de la musique sha'bi), il s'agit d'une musique de danse, qui n'est pas faite pour être écoutée. Les spectacles de rue de mahragan inspirent des danses sauvages, parfois acrobatiques, combinant des mouvements de hip-hop et de raqs baladi (danse folklorique égyptienne). En 2014, DJ Souissy signe un contrat d'enregistrement et des groupes comme EEK (qui n'est que de la musique sans paroles) font entrer le genre dans le courant dominant de l'Égypte. À l'été 2014, le mahraganat devient populaire dans toute l'Égypte. En dehors de l'Égypte, le genre se popularise par le magazine de culture alternative Audio Kultur' et le Front de libération du Caire. Le blog de musique de danse Generation Bass a également contribué à faire connaître les mahraganat au public européen. En 2014, un groupe de DJ mahragan a effectué une tournée aux Pays-Bas.
En 2015, le DJ Mahragan Zola est abattu dans la rue lors des célébrations du cinquième anniversaire de la révolution égyptienne. Le gouvernement a annoncé que les manifestants de l'opposition étaient responsables de la fusillade, tandis que DJ Sadat tenait la police pour responsable.
Le genre est considéré comme vulgaire par certains Égyptiens plus âgés et plus conservateurs. Cela s'explique par le statut social des artistes et des fans, les sujets polémiques et le style des paroles, l'utilisation d'obscénités, et le style personnel des fans de mahragan. En 2016, la station de radio Nagham FM bannit les chansons maharagan de ses programmes, arguant qu'elles ne correspondaient pas « aux coutumes et traditions égyptiennes ». Cependant, les émissions de télévision et les producteurs de musique ont voulu profiter de la nouvelle tendance, en signant certains artistes, comme Oka & Ortega, qui se sont produits plus largement depuis 2013 et enregistrent quelques publicités, ainsi que de nombreuses chansons à succès.